# Ueli Steiger
Ulrich „Ueli“ Steiger (* 5. August 1954 in Zürich) ist ein Schweizer Kameramann.

## Leben
Der international tätige Kameramann Ueli Steiger studierte Anglistik und Kunstgeschichte an der Universität Zürich und wechselte im Anschluss an die London Film School. Nach freischaffender Tätigkeit als Kameraassistent und Dokumentarfilmer in der Schweiz drehte er 1981 mit Regisseur Michael Hoffman seinen ersten Spielfilm „Privileged“ in England. Mit der Kameraführung in Hoffman’s „Promised Land“ (1986) fasste er auch in den USA Fuss. Anschließend siedelte Steiger nach Los Angeles um und arbeitete mit Regisseuren wie Dennis Hopper, Frank Oz, Cameron Crowe und Roland Emmerich zusammen.
Seine Arbeiten umfassen ein breites Spektrum von Komödien, Dramen, Action- und Visualeffektfilme für Independent Filme bis zu Hollywood Blockbusters wie 10.000 B.C. Unter anderem drehte er The Day After Tomorrow, The Hot Spot – Spiel mit dem Feuer, Bowfingers große Nummer, Austin Powers – Spion in geheimer Missionarsstellung, Godzilla (1998), Rock Star und den brasilianischen Blockbuster Astral City – Unser Heim.

## Filmografie (Auswahl)
- 1990: The Hot Spot – Spiel mit dem Feuer (The Hot Spot)
- 1991: Lieblingsfeinde – Eine Seifenoper (Soapdish)
- 1992: Singles – Gemeinsam einsam (Singles)
- 1993: Sie hatten keine Chance (Better Off Dead)
- 1994: Chasers – Zu sexy für den Knast (Chasers)
- 1995: Die Jerky Boys (The Jerky Boys)
- 1995: Now and Then – Damals und heute (Now and Then)
- 1996: Hausarrest (House Arrest)
- 1998: Godzilla
- 1999: Austin Powers – Spion in geheimer Missionarsstellung (Austin Powers: The Spy Who Shagged Me)
- 1999: Bowfingers große Nummer (Bowfinger)
- 2001: Just Visiting
- 2001: Ritter Jamal – Eine schwarze Komödie (Black Knight)
- 2001: Rock Star
- 2002: Schwere Jungs (Stealing Harvard)
- 2004: The Day After Tomorrow
- 2005: Nomad – The Warrior (Nomad)
- 2008: 10.000 B.C.
- 2009: Bruchreif (The Maiden Heist)
- 2009: From Beginning to End (Do Começo ao Fim)
- 2010: Friendship!
- 2011: Eine ganz heiße Nummer
- 2012: Vatertage – Opa über Nacht
- 2014: Amapola – Eine Sommernachtsliebe (Amapola)
- 2014: Alles ist Liebe
- 2016: Stadtlandliebe
- 2017: Simpel
- 2018: Manhattan Queen (Second Act)